# Peltaea macedoi
Peltaea macedoi är en malvaväxtart som beskrevs av Antonio Krapovickas och Cristobal. Peltaea macedoi ingår i släktet Peltaea och familjen malvaväxter. Inga underarter finns listade i Catalogue of Life.